# اندری خومین (بازیکن فوتبال، زاده ۱۹۶۸)
اندری خومین (انگلیسی: Andriy Khomyn; ۲۴ مهٔ ۱۹۶۸ – ۲۹ سپتامبر ۱۹۹۹) بازیکن فوتبال اهل اتحاد جماهیر شوروی سوسیالیستی بود.
از باشگاه‌هایی که در آن بازی کرده‌است می‌توان به باشگاه فوتبال فورسکلا پولتاوا، باشگاه فوتبال دینامو کی‌یف، و باشگاه فوتبال اسپارتاک ایوانو-فرانکیفسک اشاره کرد.
وی همچنین در تیم‌های ملی فوتبال اوکراین و ترکمنستان بازی کرده‌است.